# سعيد مرزوق
سعيد مرزوق (26 أكتوبر 1940 - 13 سبتمبر 2014)، مخرج سينمائي أخرج العديد من الأفلام المصرية التي تعتبر من تراث السينما المصرية.
له ثلاثة أفلام ضمن قائمة أفضل 100 فيلم مصري، هم: زوجتي والكلب (1971)، أريد حلا (1975)، المذنبون (1976).

## ملخص السيرة
ولد سعيد مرزوق عام 1940، وتربى في أسرة فقيرة حيث تحمل عبء المسؤولية وهو صغير السن، وذلك لإعاشة والدته وإخوته الأربعة بعد وفاة والده. ومن الطبيعي أن يجعله هذا العبء الثقيل عرضة للعديد من المشاكل والأزمات، والتي فجرت في داخله أحاسيس إنسانية، انعكست بالتالي على اهتماماته وهواياته، حيث كانت هي المنفذ الوحيد له للتعبير عن هذه المعاناة. هذا إضافة إلى أن سعيد مرزوق قد تفتحت عيناه على عالم السينما وهو في سن الثانية عشرة. فقد كان منزله ملاصقاً لأستوديو مصر، وكان لذلك تأثيره المباشر على حياة مخرجنا. حيث أبهره هذا العالم الغريب، بكل مواصفاته.. من ديكورات وممثلين وكاميرات.. وأخذ يراقب كل هذا بحب واهتمام وإعجاب. إلى أن شاهد يوماً ما، المخرج الكبير "سيسيل دي ميل"، وهو يصور فيلم (الوصايا العشر) في صحراء الهرم.. فكانت هذه هي نقطة البداية الحقيقية عندما أحس مرزوق بعظمة دور المخرج وأهميته بالنسبة للسينما. يقول سعيد مرزوق: (...في العاشرة من عمري بدأت أتذوق الفن.. شاهدت (الوصايا العشر) للمخرج سيسيل ديميل وعشقت هذا المخرج الجاد والفنان، بل وإتخذته مثلاً أعلى لي.. تمنيت أن أجلس على هذا الكرسي الذي يتحرك عالياً، والذي يجلس عليه المخرج.. وقتها بدأ حب الفن ينمو بداخلي بشكل غريب.. كنت أمارسه بشكل آخر في الرسم والنحت.. وبدأ مشواري الفني، وإبتدأته بالقراءة فقط...).
لم يدرس سعيد مرزوق السينما على يد أحد، ولم يكن من خريجي أحد المعاهد السينمائية إنما كانت السينما نفسها هي مدرسته، حيث اعتمد على قراءاته فقط في تنمية موهبته واهتماماته السينمائية. وقبل أن يقدم أول فيلم له كمخرج.. اشتغل مساعداً لزميله المخرج الشاب إبراهيم الشقنقيري. ثم بعدها مباشرة قام بإخراج فيلمين قصيرين مدة كل منهما خمس دقائق. وكان عمله الثالث هو إخراجه لأغنية (أنشودة السلام) ومدته عشر دقائق، والذي أختير كأحسن عمل تليفزيوني لعام 1965. بعد ذلك قدم فيلمه التسجيلي (أعداء الحرية ـ 1967) وشارك به في مهرجان »ليبزغ« الألماني، وحصل على الجائزة الثانية في هذا المهرجان. ثم قدم فيلم (طبول ـ 1968) ونال أيضاً جائزة الدولة في الإخراج والتصوير والمونتاج في ذلك العام. كما أنه قام بإخراج فيلم (دموع السلام ـ 1970) الذي أختير كأفضل فيلم عن الرئيس الراحل جمال عبد الناصر، وجميع هذه الأعمال الفنية قد أكسبت سعيد مرزوق خبرة سينمائية، أهلته لإخراج أول أفلامه الروائية الطويلة زوجتي والكلب عام 1971.

## أعماله

### الأفلام
- 1971: زوجتي والكلب
- 1972: الخوف
- 1975: أريد حلا
- 1976: المذنبون
- 1979: حكاية وراء كل باب
- 1985: إنقاذ ما يمكن إنقاذه
- 1988: أيام الرعب
- 1989: المغتصبون
- 1991: الدكتورة منال ترقص
- 1992: آي آي
- 1994: هدى ومعالى الوزير
- 1997: المرأة والساطور
- 2000: جنون الحياة
- 2003: قصاقيص العشاق

### المسلسلات
- 1979: صقر قريش - عبد الرحمن الداخل
- 1982: ابن سينا

## روابط خارجية
- سعيد مرزوق على موقع IMDb (الإنجليزية)
- سعيد مرزوق على موقع قاعدة بيانات الأفلام العربية
- سعيد مرزوق على موقع قاعدة بيانات الفيلم (الإنجليزية)
- سعيد مرزوق على موقع كينوبويسك (الروسية)